# 階級 (生物学)
生物学・分類学において階級（かいきゅう、英: rank, category、羅: categoria）は、リンネ式階層分類において、界・門・綱・目・科・属・種などの、タクソン（分類群）の階層的位置を表す。分類階級（ぶんるいかいきゅう）とも言う。国際動物命名規約では、「階級 rank」は「命名法の目的にとっては，分類の階級構造においてあるタクソンが占める，高低関係から見た位置」とされる。つまり、例えば「科」の階級にあるタクソンは全て上科と亜科の間にあり、相対的に同じ階層位置にあるということである。
下位の階級の分類群は上位の階級の分類群に順次含まれる。分類体系によってはタクソンの階級が大きく移動することもある（多くの場合学名の語尾も変化する）。たとえば、舌形動物はかつて門の階級に置かれていたが、現在は節足動物門甲殻亜門貧甲殻上綱ウオヤドリエビ綱の下位の亜綱に置かれ、舌形亜綱とする。同様に、ユムシ動物や星口動物、有髭動物もかつては門の階級に置かれていたが、分子系統解析により全て環形動物門に内包され、そのうち定在類の下位に置かれる。植物ではマツバラン類はマツバラン門として門に置かれたが、現在は他の大葉シダ綱ハナヤスリ亜綱に含められるマツバラン目が最も上位の分類である。
また、分岐学（分岐分類学）で生物を分類した場合、階級を置かない多様なクレードが増え、リンネ式階層分類が当てはめにくい場合がある。例えば、APG植物分類体系（APG IV）では、目より上の分類階級を置かず、それぞれのクレード（単系統群）に学名を置かない。

## 分類階級の一覧
命名規約で定められる階級は藻類（藍藻を含む）・菌類・植物、動物、原核生物でそれぞれ差異があり、同一ではない。

### 国際藻類・菌類・植物命名規約
国際藻類・菌類・植物命名規約 (ICN)では、基本的な分類階級を一次ランク（いちじランク、principal ranks）と呼び、界、門、綱、目、科、属、種の7つがある。これに加え、科と属の間に連、属と種の間に節、その下に列、種より下に変種と を置き、これらを二次ランク（にじランク、secondary ranks）と呼ぶ。これら一次ランク、二次ランクに接頭辞「亜-（sub-）」をつけてその一つ下の補助的なランクを作ることができる。それでも足りない場合は混乱や誤りのないという条件の下、さらにランクを追加することができる。例えば、Kenrick とCrane (1997)における植物の分類体系では、亜界と門の間に「下界 infrakingdom」および「上門 superdivision」を、亜門と綱の間に「上区 supercohort」や「区 cohort」、「亜区 subcohort」、「下区 infracohort」および「上綱 superclass」を置いたが、これは国際藻類・菌類・植物命名規約 第4.3条のもと認められる。それぞれの階級を略記 (abbreviation)したい場合、cl.（綱）、ord.（目）、fam.（科）、tr.（連）、gen.（属）、sect.（節）、ser.（列）、sp.（種）、var.（変種）、f.（品種）と表記し、補助的なランクでは、「亜種」であれば subsp. のようにそれぞれに「sub-」をつけて示す。ただし、亜属のみ subg. であって subgen. は誤りである。
以下に規約中で示されるすべての階級を示す。上記の通り、これ以外の階級も認められる。
| 国際藻類・菌類・植物命名規約における分類階級 （太字が一次ランク、普通の字体が二次ランクおよび補助的なランク） |                             |                              |
| 日本語 | ラテン語                    | 英語                         |
| 界 | regnum                      | kingdom                      |
| 亜界 | subregnum                   | subkingdom                   |
| 門 | phylum または divisio       | phylum または division       |
| 亜門 | subphylum または subdivisio | subphylum または subdivision |
| 綱 | classis                     | class                        |
| 亜綱 | subclassis                  | subclass                     |
| 目 | ordo                        | order                        |
| 亜目 | subordo                     | suborder                     |
| 科 | familia                     | family                       |
| 亜科 | subfamilia                  | subfamily                    |
| 連 | tribus                      | tribe                        |
| 亜連 | subtribus                   | subtribe                     |
| 属 | genus                       | genus                        |
| 亜属 | subgenus                    | subgenus                     |
| 節 | sectio                      | section                      |
| 亜節 | subsectio                   | subsection                   |
| 列 | series                      | series                       |
| 亜列 | subseries                   | subseries                    |
| 種 | species                     | species                      |
| 亜種 | subspecies                  | subspecies                   |
| 変種 | varietas                    | variety                      |
| 亜変種 | subvarietas                 | subvariety                   |
| 品種 | forma                       | form                         |
| 亜品種 | subforma                    | subform                      |

### 国際動物命名規約
国際動物命名規約 (ICZN Code)において規制される階級は「科階級群」、「属階級群」および「種階級群」の3つのみである。科階級群（かかいきゅうぐん、英: family group、仏: niveau famille、旧訳は「科グループ」）とは「上科，科，亜科，族，その他上科よりも低く属階級群よりも高い，必要に応じた任意の階級（たとえば亜族）に位置するタクソン」、属階級群（ぞくかいきゅうぐん、英: genus group、仏: niveau genre、旧訳は「属グループ」）とは「属・亜属の階級にあるタクソン」の集合、種階級群（しゅかいきゅうぐん、species group、旧訳は「種グループ」）とは「種および亜種の階級にあるすべてのタクソン」を表す。
寄集群（きしゅうぐん、collective group）や属階級群を表す生痕化石タクソンは属階級群名として用いられる。
また種の前後に、種集群および亜種集群を挿入することができる（それぞれ種小名、亜種小名として扱われる）。集群（しゅうぐん、aggregate）とは、属内の種の集合のうち亜属以外のもの、または亜属内の種のなんらかの集合、種内の亜種のなんらかの集合を指す。集群を丸括弧にいれた種階級群名によって表示してもよいとされ、亜属より下位で種より上位、種より下位で亜種より上位の学名を表示することができる。種集群の指す階級は著者が示すことができ、例えば種集群名に「上種 superspecies」を、亜種集群名にexerge をというように、命名規約上定められていない階級の意味を与えることができる。
また、現在の規約（第4版）においては、国際藻類・菌類・植物命名規約とは違い、亜種より下位の変種（へんしゅ、英: variety, 羅: varietas）および植物の品種にあたる型（かた、英: form, 羅: forma）は、両階級とも1960年よりも後に公表されたものであれば、亜種よりも低い階級を示すと見なされるため認められず、1961年よりも前に公表されたもので亜種より下位に置かれていないならば（型の代わりに）亜種とみなされる。
これを整理すると、以下のようになる。なお、科階級群には任意の階級を置くことができるため、族の上、亜科の下に上族 supertribeを置くことができるが、規約中にこの用語はないため、下表では表示しない。
| 国際動物命名規約に認められる分類階級 |                         |      |
| 群 group                             | 日本語                  | 英語 |
| 科階級群 family group                |                         |      |
| 上科                                 | superfamily             |      |
| 科                                   | family                  |      |
| 亜科                                 | subfamily               |      |
| 族                                   | tribe                   |      |
| 亜族                                 | subtribe                |      |
| 属階級群 genus group                 |                         |      |
| 属                                   | genus                   |      |
| 亜属                                 | subgenus                |      |
| 種階級群 species group               |                         |      |
| 種集群                               | aggregate of species    |      |
| 種                                   | species                 |      |
| 亜種集群                             | aggregate of subspecies |      |
| 亜種                                 | subspecies              |      |

現在有効な国際動物命名規約第4版ではこれより上位の学名は定められず、任意の階級を置くことになる。動物学では、綱と目の間に団 (legion) および区 (cohort) の階級を用いる分類体系もある。ただし、命名規約における区 divisionは「分類階級のひとつ．ある属または亜属を分割するものとして使用される場合には，命名法の目的において，亜属という階級と見なされるもの」とされる。植物における門と同じ英名であり、命名法上亜属と同義の階級とみなされ、この場合の区とは異なる。また、目の前後には巨目 magnorder、上目 superorder、大目 grandorder、中目 mirorder、目 order、亜目 suborder、下目 infraorder、小目 parvorderのように「亜- sub-」および「上 super-」だけでなく、「巨- magn-」、「大- grand-」、「中- mir-」、「下- infra-」、「小- parv-」という接頭辞をつけ、挿入されることもある。
以下に、『岩波生物学辞典 第5版』(2013)による分類階級の例を示す。昆虫など特定の分類群では、これに加え、節 section、枝 branch、群 group、集団 phalanx、系列 seriesを置くこともあるが、どこの階層に置かれるかは研究者により一貫していない。
| 動物学において用いられる主な分類階級 （基本階級を太字、補助階級を普通の字体で示す） |             |
| 日本語                                                                              | 英語        |
| 界                                                                                  | kingdom     |
| 亜界                                                                                | subkingdom  |
| 門                                                                                  | phylum      |
| 亜門                                                                                | subphylum   |
| 上綱                                                                                | superclass  |
| 綱                                                                                  | class       |
| 亜綱                                                                                | subclass    |
| 下綱                                                                                | infraclass  |
| 上団                                                                                | superlegion |
| 団                                                                                  | legion      |
| 亜団                                                                                | sublegion   |
| 下団                                                                                | infralegion |
| 上区                                                                                | supercohort |
| 区（コホート）                                                                      | cohort      |
| 亜区                                                                                | subcohort   |
| 巨目                                                                                | magnorder   |
| 上目                                                                                | superorder  |
| 大目                                                                                | grandorder  |
| 中目                                                                                | mirorder    |
| 目                                                                                  | order       |
| 亜目                                                                                | suborder    |
| 下目                                                                                | infraorder  |
| 小目                                                                                | parvorder   |
| 上科                                                                                | superfamily |
| 科                                                                                  | family      |
| 亜科                                                                                | subfamily   |
| 上族                                                                                | supertribe  |
| 族                                                                                  | tribe       |
| 亜族                                                                                | subtribe    |
| 属                                                                                  | genus       |
| 亜属                                                                                | subgenus    |
| 種                                                                                  | species     |
| 亜種                                                                                | subspecies  |

### 国際原核生物命名規約
国際原核生物命名規約 (ICNP)では、種を含む分類階級が昇順で示され、それぞれ種、（亜属）、属、（亜連）、（亜連）、（亜科）、科、（亜目）、目、（亜綱）、綱となっている。種は「亜種 subspeciesに分けられ、規約上で扱われる。「変種 variety」は「亜種」の異名として扱われるが、混乱を招くため使用は推奨されず、2008年改正版の規約「Prokaryotic Code (2008 Revision)」の発効後は「変種」は命名上の意味をなさない 。亜種より下の階級 (infrasubspecific subdivisions)は規約で扱われない。
規約上は、以下の分類階級が定められる。
| 国際原核生物命名規約で定められる分類階級 （基本的な階級を太字、任意の階級を普通の字体で示す） |            |            |
| 日本語                                                                                        | ラテン語   | 英語       |
| 綱                                                                                            | classis    | class      |
| 亜綱                                                                                          | subclassis | subclass   |
| 目                                                                                            | ordo       | order      |
| 亜目                                                                                          | subordo    | suborder   |
| 科                                                                                            | familia    | family     |
| 亜科                                                                                          | subfamilia | subfamily  |
| 連                                                                                            | tribus     | tribe      |
| 亜連                                                                                          | subtribus  | subtribe   |
| 属                                                                                            | genus      | genus      |
| 亜属                                                                                          | subgenus   | subgenus   |
| 種                                                                                            | species    | species    |
| 亜種                                                                                          | subspecies | subspecies |

### より高次の階級
国際動物命名規約では、界（英: kingdom，仏: règne）を分類の階級構造における最高位の階級としている。国際動物命名規約旧版では、動物界 Animaliaを唯一の界とした。しかし、界より上位の階級としてドメイン (domain) を置く説もある。真核生物の高次分類群としてはスーパーグループ (supergroup) が提唱されている。これらのスーパーグループを動物界や菌界の上位の分類群である「オピストコンタ上界」などと「上界 superkingdom」、またはクロミスタ界の下の「ハロサ亜界」や「アルベオラータ下界」など「亜界 subkingdom」「下界 infrakingdom」として既存の階級に当てはめる場合もある。

## 階級の歴史
現在の生物分類の基本単位は「種」であるとされる。しかし、カール・フォン・リンネの分類体系では種は属に分類されるものであり、体系の議論では属を単位とした。リンネ以前の多名法では、種名は属名とそれに続く複数の形容語の羅列により構成されており、リンネの二名法もこれを踏襲し、種名を「属名 + 種形容語」で表している。この「属」は、ジョゼフ・ピトン・ド・トゥルヌフォールが1716年に分類学上の概念を確立した。
国際植物・菌類・藻類命名規約の出発点であるリンネの1753年の著作『植物種誌』において、基本階級（植物学における一次ランク）のうち「綱」・「目」・「属」・「種」の4つは既に用いられていた。また、リンネは地球上の全生物を動物界 (Regnum Animale) と植物界 (Regnum Vegetabile) に二分した。その後、多細胞生物と単細胞生物が、また真核生物と原核生物が区別され、界の階級に認識されるタクソンは増えていった。現在では、界の上位に「ドメイン」を設けて生物を3大別することが普及しつつある。
基本階級のうち、残る「門」および「科」はリンネ以降に付け加えられたものである。
リンネも上位の分類階級として「科」を用いたが、これは階層分類とは異なる分類概念であった。リンネは Philosophia botanica『植物学論』(1751) において、植物 (Vegetabilia)は菌類 (Fungi)、藻類 (Algae)、蘚苔類 (Musci)、シダ類 (Filices)、禾本類 (Gramina)、ヤシ類 (Palmae)、植物類 (Plantae) の7つの「科 Familiae」からなるとした。今日の意味での「科 family」が初めて用いられたのは、ミシェル・アダンソンの Familles naturelles des plantes『植物の科』 (1763) である。動物学では、名前は付けられていないものの、初めて目と属との間に階級を置いたのは、ピエール・アンドレ・ラトレイユの著作 Précis des caractères génériques des insectes, disposés dans un ordre naturel (1796）であるとされる。
「門 phylum」という語を初めて用いたのはエルンスト・ヘッケルで、1866年、動物界に脊椎動物門・体節動物門・軟体動物門・棘皮動物門・腔腸動物門の5門を認めた。植物に「門 division」を初めて置いたのはアウグスト・アイヒラーで、1883年、種子植物を裸子植物門と被子植物門に分けた。

## 階級と学名
階級によって学名の表示の方法は異なっている。国際藻類・菌類・植物命名規約および国際原核生物命名規約で扱われる学名は必ずラテン語として扱われるが、それぞれの階級に応じて文法上の制限（品詞、性、数、格）が定められている。国際動物命名規約では、学名はラテン語、ギリシア語あるいはその他の言語でよいが、ラテン語アルファベットを必ず使用する必要があり、学名の要素の最後の綴りがラテン語およびギリシア語であるとき、著者が命名時に否定していなければそれらの言語と見なされ、同様に階級に応じて文法上の制約が課される。

### 属名・種名
国際藻類・菌類・植物命名規約において、属名は単数主格の名詞で大文字 (Capital)で書き始める。種名は「属名 + 種形容語」（二語名）で示し、種形容語（および種内分類群の形容語 infraspecific epithet）は形容詞、名詞の属格または同格であり、小文字 (lower case)で書き始められるべきである。種内分類群の形容語（たとえば亜種名や変種名）は種名の後に続け、そのランクを表す用語をつけて表される。例えば、ユキノシタ属の1亜品種はSaxifraga aizoon subf. surculosa Engl. & IrmschまたはSaxifraga aizoon var. aizoon subvar. brevifolia f. multicaulis subf. surculosa Engl. & Irmschのように表示される。「学名をよりはっきりと表示するために，学名の一部をなす word elements はイタリックで表示されるが、印刷形式は編集のスタイルと伝統の問題であって命名法上の問題ではないので，本『規約』はこの点に関しては他を拘束する標準ではない。」としており、規約には定められていないが、普通イタリックで表示される。
国際動物命名規約においても、種名は必ず「属名 + 種小名」（二語名）で示さなければならず、これを二語名法の原理 (Principle of Binominal Nomenclature)という。属名は主格単数形の名詞として扱い大文字で書き始め、種小名（種階級群名）は小文字で書き始めなければならない。なお、亜種名はそれに小文字で書き始める亜種小名を加え、「属名 + 種小名 + 亜種小名」の三語名で表示する。種階級群名（種小名および亜種小名）は主格単数形の形容詞または分詞、属名と同格の主格単数形名詞、属格の名詞、および共生する生物（宿主）の種小名に由来する属格の実名詞 (substantive)として使用される形容詞のいずれかとして扱わなければならない。また、亜属名を挿入する場合、大文字で書き始め、「属名 + (亜属名) + 種小名」と丸括弧にくるんで挿入しなければならず、これを三語名とは数えない（挿入名 Interpolated name）。種階級群名を書くときはつねに属名（もしくはその略記）に続けるべきである。印刷形式は拘束しないとする国際藻類・菌類・植物命名規約とは異なり、種名は「地の文と違う字体」（普通、斜体 italics）で印刷するべきであるとされる。
国際原核生物命名規約では、属名は必ず単数形の実名詞または実名詞として使われた形容詞で、実名詞として扱われる。種名は「属名 + 種形容語」の2語の組み合わせ ( binary combination)である。種形容語は属名と性が一致する形容詞、主格で属名と同格の実名詞、属格の実名詞の何れかでなければならない。主格の亜属名も属名と同様に扱われ、亜属名を種名に含める場合、属名と種形容語の間に "subgen." とともに括弧内に入れる。また、規約ではなく提案として、学名の表記について、その国の言語、関連する雑誌や出版社に適した慣例を用いなければならず、学名を他の文章と区別するために、イタリックなどの異なる書体で表示することが望ましいと示されている。

### 属より上の階級名
国際藻類・菌類・植物命名規約において、科以上のタクソンは複数形の名詞であり、大文字で書き始めなければならない。国際動物命名規約において、種階級群よりも高いタクソンの学名は一語よりなり（一語名）、大文字で書き始めなければならない。また、国際動物命名規約において、高位のタクソンの学名には斜体を用いるべきではない。それに対し、国際藻類・菌類・植物命名規約においては、本規約中で学名はどのランクであれイタリックで印刷されており、種名や属名と同様にイタリックで表示されるが、上記のように規約上は「印刷形式は編集のスタイルと伝統の問題であって命名法上の問題ではないので，本『規約』はこの点に関しては他を拘束する標準ではない。」というスタンスであり、普通、立体で書かれる。
国際原核生物命名規約では（規約で規制される）目以上の各タクソンの学名は、ラテン語またはラテン語化された単語である。綱の学名は中性複数で、亜綱の学名は女性複数で、どちらも頭文字は大文字 (capital letter)で書かれる。

### 接尾辞
各命名規約において、特定の階級では特定の接尾辞（せつびじ、suffix）、または語尾（ごび、termination）を語幹に付加する。
国際植物・菌類・藻類命名規約では、科の学名はその科に含まれる属（タイプ属）の学名の属格単数形の屈折語尾を語尾 -aceae に置き換えて作られる古典語由来でない属名の場合、古典語との類似性が単数主格を決定するのに不十分なときは、-aceae がそのままの属名に加えられる。同様に、亜科には‑oideae、族には‑eae、亜族には‑inae をつける。
国際植物・菌類・藻類命名規約において、科より上のランクには自動的にタイプ指定される学名 (automatically typified names)と特徴名 (descriptive names)がある。前者は科名と同様に、属名から適切なランクを表す語尾（下表参照）を加えて作られるが、後者では異なる階級でもそのまま使用できる。また前者では、亜門の学名は門、亜綱の学名は綱、亜目の学名は目と、対応する上のランクと同じ属名から形成される。目より上のランクでは、属名に含まれる2番目の単数主格の語幹である語要素-clad-、-cocc-、-cyst-、-monad-、-mycet-、-nemat-、-phyt-は、ランクを表す語尾の前に省略でき、由来が明らかな場合は自動的にタイプ指定される。ラテン語の語尾で終わりながら、以下の表の語尾以外を持つ自動的にタイプ指定された学名は，著者名または発行日を変更せずに修正される。
国際動物命名規約では接尾辞 (英: suffix)は2つの意味を持ち、科階級群の接尾辞（仏: terminaison standard）では、科階級名においてある単語の語幹に付加するものを指す。上科、科名、亜科、族、亜族に用い、各接尾辞は科階級群の他の階級に用いてはならないとされる。ただし、科階級群内のこれら以外の階級におけるタクソンの学名の接尾辞は規定されず、科階級群名の接尾辞と同じ綴りの語尾を有する属階級群および種階級群における学名は影響されない。また、属階級群の接尾辞（仏: suffixe）では、-ella あるいは-istesといったラテン語の接尾辞を構成するものを指す。条30の下、接尾辞に基づいてラテン語の性の決定がなされる。そのため、本節で述べる「接尾辞」とは異なる。
国際原核生物命名規約では、綱と属の間にある目、亜目、科、亜科、族、亜族の階級につけられるタクソン名は、タイプ属の語幹に適切な語尾を加えることで形成される。また、綱の名前は、その綱のタイプ目のタイプ属の名前の語幹に接尾辞 -ia を加えて形成され、亜綱名は亜綱のタイプ目のタイプ属の学名の語幹に接尾辞 -idaeを付加して形成される。
以下に各規約で定められている、各階級における接尾辞（語尾）を示す。その他、現在有効な規約中で定められていないがよく使われる接尾辞（語尾）として、植物（菌類・藻類）の上目名 -anae、下目名 -aria、上科名 -acea、動物では目名 -iformes, -ida、下科名 -odd、下科名 -ad, -iti がある。
| 分類階級 rank | 分類階級 rank         | 接尾辞 suffix / 語尾 termination | 接尾辞 suffix / 語尾 termination | 接尾辞 suffix / 語尾 termination | 接尾辞 suffix / 語尾 termination | 接尾辞 suffix / 語尾 termination |
| 分類階級 rank | 分類階級 rank         | 植物 （ICN）                     | 藻類 （ICN）                     | 菌類 （ICN）                     | 動物 （ICZN）                    | 細菌・古細菌 （ICNP）            |
| 門            | Division/Phylum       | -phyta                           | -phyta                           | -mycota                          |                                  |                                  |
| 亜門          | Subdivision/Subphylum | -phytina                         | -phytina                         | -mycotina                        |                                  |                                  |
| 綱            | Class                 | -opsida                          | -phyceae                         | -mycetes                         |                                  | -ia                              |
| 亜綱          | Subclass              | -idae                            | -phycidae                        | -mycetidae                       |                                  | -idae                            |
| 目            | Order                 | -ales                            | -ales                            | -ales                            |                                  | -ales                            |
| 亜目          | Suborder              | -ineae                           | -ineae                           | -ineae                           |                                  | -ineae                           |
| 上科          | Superfamily           |                                  |                                  |                                  | -oidea                           |                                  |
| 科            | Family                | -aceae                           | -aceae                           | -aceae                           | -idae                            | -aceae                           |
| 亜科          | Subfamily             | -oideae                          | -oideae                          | -oideae                          | -inae                            | -oideae                          |
| 族            | Tribe                 | -eae                             | -eae                             | -eae                             | -ini                             | -eae                             |
| 亜族          | Subtribe              | -inae                            | -inae                            | -inae                            | -ina                             | -inae                            |

## 国際ウイルス分類委員会による分類階級
ウイルス・ウイロイド・サテライト核酸については、種より上位の高次分類群の階級および学名の接尾辞が国際ウイルス分類委員会の命名規約（ICTV Code）によって規定されている。
|      | 分類階級 Taxonomic rank | ウイルス Viruses | ウイロイド Viroids | サテライト核酸 Satellite nucleic acids |
| ---- | ----------------------- | ---------------- | ------------------ | -------------------------------------- |
|      | Realm                   | -viria           | -viroidia          | -satellitia                            |
|      | Subrealm                | -vira            | -viroida           | -satellita                             |
| 界   | Kingdom                 | -virae           | -viroidiae         | -satellitiae                           |
| 亜界 | Subkingdom              | -virites         | -viroidites        | -satellitites                          |
| 門   | Phylum                  | -viricota        | -viroidicota       | -satelliticota                         |
| 亜門 | Subphylum               | -viricotina      | -viroidicotina     | -satelliticotina                       |
| 綱   | Class                   | -viricetes       | -viroidicetes      | -satelliticetes                        |
| 亜綱 | Subclass                | -viricetidae     | -viroidicetidea    | -satelliticetidea                      |
| 目   | Order                   | -virales         | -viroidales        | -satellitales                          |
| 亜目 | Suborder                | -virineae        | -viroidineae       | -satellitineae                         |
| 科   | Family                  | -viridae         | -viroidae          | -satellitidae                          |
| 亜科 | Subfamily               | -virinae         | -viroidinae        | -satellitinae                          |
| 属   | Genus                   | -virus           | -viroid            | -satellite                             |
| 亜属 | Subgenus                | -virus           | -viroid            | -satellite                             |